# Rin Miyaji
Rin Miyaji –en japonés: 宮道りん, Miyaji Rin– (8 de julio de 2000) es una deportista japonesa que compite en lucha libre. Ganó una medalla de plata en el Campeonato Mundial de Lucha de 2021, en la categoría de 68 kg.

## Palmarés internacional
| Campeonato Mundial | Campeonato Mundial | Campeonato Mundial | Campeonato Mundial |
| Año                | Lugar              | Medalla            | Categoría          |
| ------------------ | ------------------ | ------------------ | ------------------ |
| 2021               | Oslo (Noruega)     | Medalla de plata   | 68 kg              |